# Рас-ель-Джебель
Рас-ель-Джебель (араб. رأس الجبل) — місто в Тунісі. Входить до складу вілаєту Бізерта. Станом на 2004 рік тут проживало 25 553 особи.